# Велиляев, Леонид Абибулаевич
Леони́д (Насибулла́) Абибула́евич Велиля́ев (крымскотат. Nasibulla Abibulla oğlu Velilâyev, Насибулла Абибулла огълу Велиляев; 15 мая 1916 — 27 декабря 1997) — полный кавалер ордена Славы.

## Биография
Родился в 1914 году в деревне Ак-монай (ныне Каменское) Ленинского района. Крымский татарин. Окончил сельскую школу и училище ФЗО где получил фабрично-заводское образование. После этого работал на Керченском рыбоконсервном комбинате.
В Красной Армии – с 1 апреля 1944 года. В действующей армии – с июля 1944 года. Был назначен помощником командира взвода. Имел ранения. Участвовал в освобождении Одессы, Ковеля, Польши. К концу войны Велиляев за мужество был награждён орденами Славы II (25.09.1944) и III степени (15.05.1944), а также многочисленными боевыми медалями. За «образцовое выполнение боевых заданий командования в боях с немецко-фашистскими захватчиками на завершающем этапе Великой Отечественной войны» награждён орденом Славы I степени.
После окончания Великой Отечественной Войны он попал на Украину и проживал в городе Антрацит Ворошиловградской области, работал на шахте.
Умер в 29 декабря 1997 года, похоронен с почестями военкомата и местной администрации в поселке Шахты № 2-2 Бис.